# Apokóronas

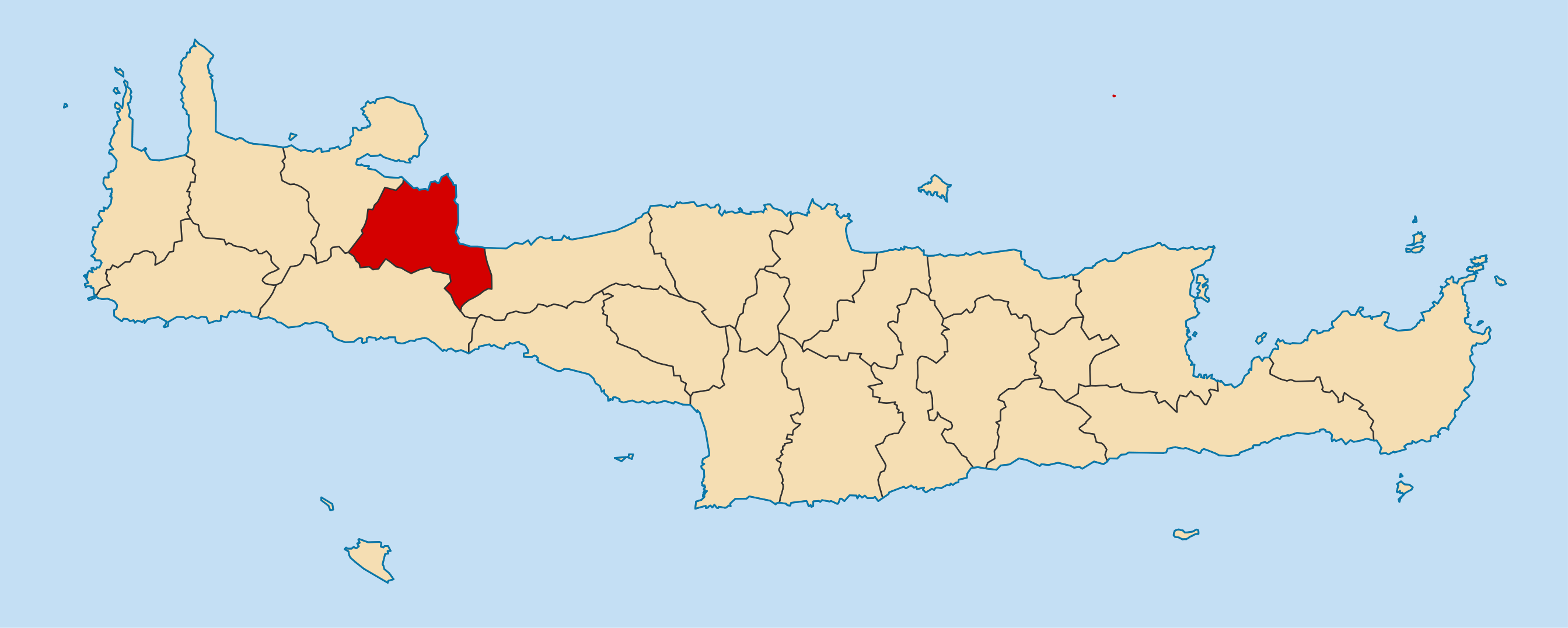
L'Apokoronas

L’Apokóronas (en grec : Αποκόρωνας) est un dème (municipalité) de Crète, en Grèce. Il compose la partie nord-est du district régional de La Canée, à l'est de La Canée même. L'Apokóronas s'étend des Lefká Óri au sud jusqu'à la côte au nord, jusqu'au Cap Drapanon. Son siège est la localité de Vryses, sa « capitale historique » celle de Vámos.
Il constituait historiquement l'une des provinces du nome de La Canée, avant la suppression progressive de ces divisions administratives ; le nouveau dème a été créé en 2010 dans le cadre du programme Kallikratis par la fusion de six anciens dèmes et communautés, devenus des districts municipaux.
Selon Robert Pashley, l'Apokóronas tirerait son nom de l'ancienne cité d'Hippocoronion, citée par Strabon. Les principales villes de l'Apokóronas sont Vámos, Vryses et Armeni (en). L'Apokóronas a la particularité d'être une région moins aride et plus boisée que le reste de la Crète, en particulier grâce aux eaux des fleuves qui la traversent dont l'Almyros et le Koiliaris (la Pyknos antique).

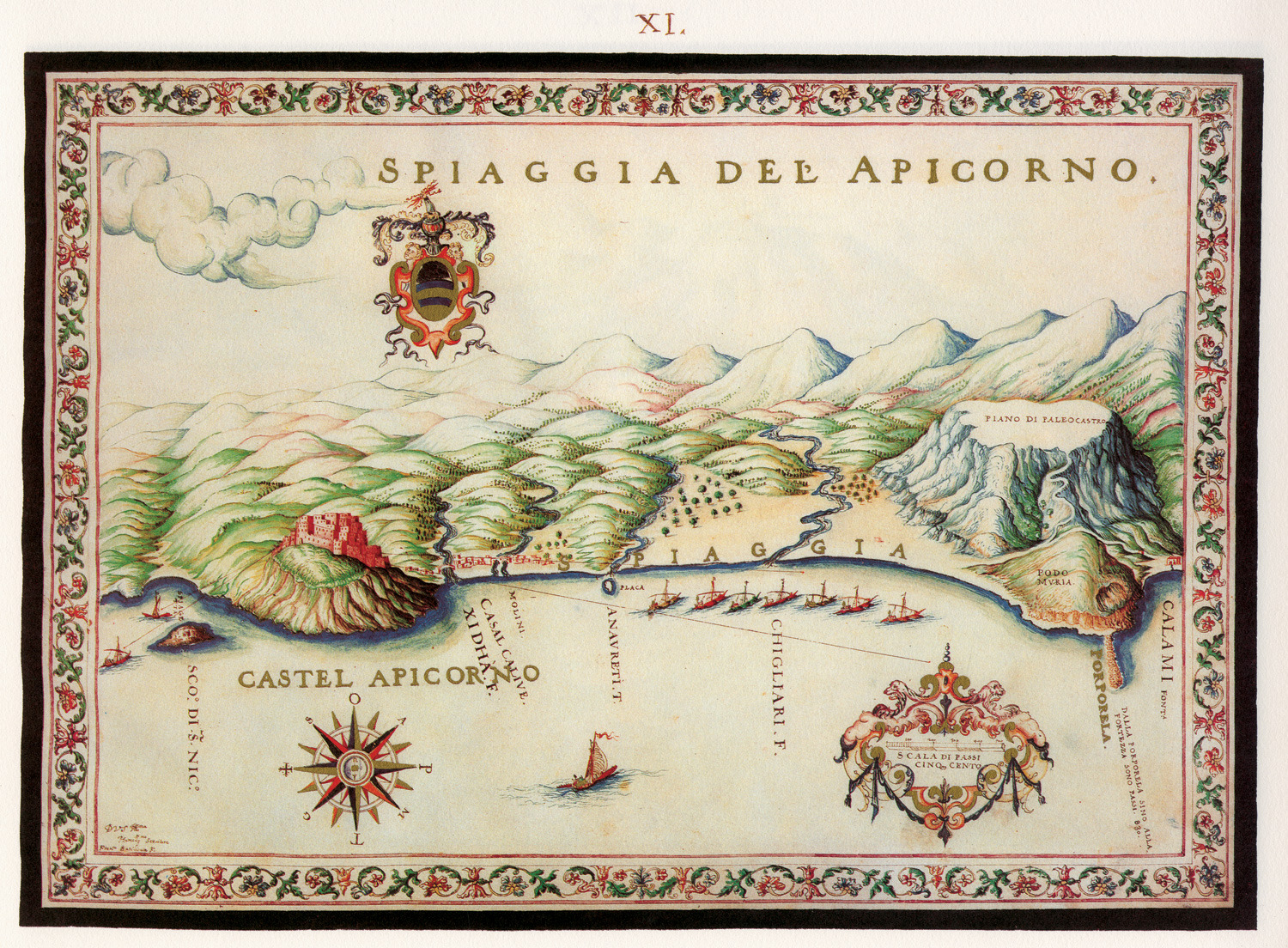
Vue de la côte vers 1618